# Spiderbait
Gli Spiderbait sono un gruppo musicale australiano di genere alternative rock, formatosi nel 1989. La band nel 2004 ha annunciato una lunga pausa, pur tenendo concerti occasionali negli anni successivi, per poi tornare a incidere nel 2013. Il gruppo, originario del Nuovo Galles del Sud, ha vinto due ARIA Awards: come miglior gruppo nel 1997 e per la migliore cover nel 2000.

## Formazione
- Janet English "Janet" – basso, voce
- Mark Maher "Kram" – voce, batteria
- Damian Whitty "Whitt" – chitarra

## Discografia
- 1992 - Shashavaglava
- 1995 - The Unfinished Spanish Galleon of Finley Lake
- 1996 - Ivy and the Big Apples
- 1999 - Grand Slam
- 2001 - The Flight of Wally Funk
- 2004 - Tonight Alright
- 2005 - Greatest Hits
- 2013 - Spiderbait